# Карденас, Хуан
Хуа́н Ка́рлос Карде́нас (исп. Juan Carlos Cárdenas; 25 июля 1945, Сантьяго-дель-Эстеро — 30 марта 2022, Буэнос-Айрес) — аргентинский футболист, играл на позиции нападающего. В составе «Расинга» двукратный чемпион Аргентины, обладатель Кубка Либертадорес 1967 года и Межконтинентального кубка 1967 года.

## Биография

### Игровая карьера
Карденас начинал игровую карьеру в «Унион Сантьяго». В возрасте 17 лет перешёл в «Расинг», но из-за недостатка игровой практики был отдан в аренду в «Нуэву Чикаго». За «Нуэва Чикаго» он играл в течение одного сезона и затем вернулся в «Расинг». 
В составе «Расинга» Карденас провёл успешную карьеру, выиграв с этой командой два чемпионских титула, Кубок Либертадорес 1967 года и Межконтинентальный кубок. В Межконтинентальном кубке «Расингу» противостоял шотландский «Селтик» — победитель Кубка европейских чемпионов. Первый матч со счётом 1:0 выиграл шотландский клуб, а второй матч завершился победой аргентинского клуба со счётом 2:1 — Карденас забил победный гол. В третьем матче, проходившем в Монтевидео на легендарном «Сентенарио» Карденас забил единственный гол в матче и принёс «Расингу» трофей.
В 1972 году Карденас отправился в Мексику, где играл в течение двух сезонов за «Пуэблу» и «Веракрус». В 1976 году вернулся в «Расинг», в котором и завершил игровую карьеру.
За сборную Аргентины сыграл 5 матчей и забил 1 гол.

### Смерть
Скончался 30 марта 2022 года в Буэнос-Айресе в возрасте 76 лет.

## Достижения
«Расинг (Авельянеда)»
- Чемпион Аргентины (2) : 1961, 1966
- Обладатель Кубка Либертадорес: 1967
- Обладатель Межконтинентального кубка: 1967